# 佐伯警察署 (広島県)
佐伯警察署（さえきけいさつしょ）は、広島県警察が管轄する警察署の一つ。

## 概要
広島西警察署から管轄を移管され開庁した警察署である。庁舎は佐伯区役所の北約2.5キロに位置する。県内の警察署で初となる犯罪被害者の専用相談室を設置し、屋上にソーラーパネルを設置している。

## 施設
- 鉄筋五階、地下一階建て、延べ約4235平方メートル[1]

## 沿革
- 2006年（平成18年）2月 - 広島市域における一行政区一警察署体制実現のため、警察署の設置されていない佐伯区への警察署設置を答弁
- 2011年（平成23年）12月 - 庁舎建設着工
- 2012年（平成24年）12月 - 「警察署の名称、位置及び管轄区域に関する条例」の一部を改正する条例が可決、新設警察署の名称を「広島県佐伯警察署」、管轄区域を「広島市佐伯区」と決定する
- 2013年（平成25年）8月 - 庁舎完成
- 2013年（平成25年）9月2日 - 開庁、業務開始

## 組織
- 警務課
- 会計課
- 留置管理課
- 生活安全課
- 地域課
- 刑事課
- 交通課
- 警備課

## 交番・駐在所
- 五日市中央交番
- 五日市交番
- 五日市駅交番
- 観音交番
- 河内駐在所
- 五月が丘駐在所
- 美鈴が丘駐在所
- 砂谷駐在所
- 上水内駐在所

## 主な未解決事件
- 広島市佐伯区スーパー強盗殺人事件

## アクセス
鉄道
- JR西日本山陽本線 五日市駅下車
- 広島電鉄宮島線 広電五日市駅下車

バス
- 広電バス「城山南」バス停下車
- 広電バス「地毛」バス停下車